# Nowa Wieś Wielka (gmina)
Nowa Wieś Wielka est une gmina rurale du powiat de Bydgoszcz, Couïavie-Poméranie, dans le centre-nord de la Pologne. Son siège est le village de Nowa Wieś Wielka, qui se situe environ 18 km au sud de Bydgoszcz.
La gmina couvre une superficie de 148,47 km2 pour une population de 8 176 habitants.

## Géographie
La gmina est bordée par la ville de Bydgoszcz et les gminy de Białe Błota, Łabiszyn, Rojewo, Solec Kujawski et Złotniki Kujawskie.